# المشرية
المشرية مدينة وبلدية جزائرية تقع في الهضاب العليا غرب الجزائر بولاية النعامة و تعد مركزاً أساسياً للولاية كما أنها أكبر مدن الولاية و أكثرهم في التعداد السكاني و الأكثر إقتصادياً و بها حركة نشطة بالتجارة 

## التضاريس والاقتصاد
تنتمي مدينة المشرية إلى ولاية النعامة التي بدورها تنتمي إلى منطقة الهضاب العليا.
تستند مدينة المشرية إلى جبل عنتر الذي يعتبر من أبرز تضاريس المشرية. تعتبر المنطقة رعوية، وتمتاز بتربية الأغنام التي تتميز بنوعيتها الجيدة والمطلوبة في كل ربوع الوطن بسبب تغذيتها المتنوعة والتي تعتمد أساسا على الأعشاب التي تنمو بالمنطقة كالعرعر وغيرها، وبها كذلك عدة مصانع وطنية وأجنبية.
هي القطب الاقتصادي الأول في ولاية النعامة في مركز الولاية المستقل، مدينة بها كثافة سكانية وعدد سكان هائل ونشاط اقتصادي كثيف

## الرياضة
يعرف شباب المشرية الناشط بالدرجة الثانية_ غرب الأكثر شعبية بين سكان المدينة و الذي تأسس سنة 1936م و لعب عدة سنوات في الدرجة الثانية _ غرب كما حقق إنجازات و مفاجآت لا تحصى في كأس الجمهورية كما أن أبرز إنجازاته لعب نهائي كأس الجمهورية مقابل إتحاد العاصمة سنة 2001 ٫ كما أنه ينافس على الصعود للبطولة الجزائرية التي لم يسبق له بتاتاً أن ينشط بها .

## الثقافة
من الناحية التاريخية والثقافية أنجبت العديد من العلماء مثل الحاج العربي تمنطيط وآخرين.كما تقام بها مهرجانات سنوية للفروسية ومعارض للكتب.بالمدينة اختلاط ثقافي وفكري

## أعلام
- سعاد آيت سالم
- عبد المجيد تبون
- مبخوت زغمان
- عبد الحفيظ تاسفاوت
- حمداوي محمد ريان

## وصلات أخرى

### وصلات داخلية
- ولاية النعامة

### وصلات خارجية
- الموقع الرسمي لولاية النعامة.
- موقع إذاعة النعامة الجهوية: البث الحي (هنا).